# Festival de Cannes 2008
Le Festival de Cannes 2008, 61e édition du festival, a lieu du 14 au 25 mai 2008. Le président du jury est l'acteur et réalisateur américain Sean Penn.

## Déroulement et faits marquants

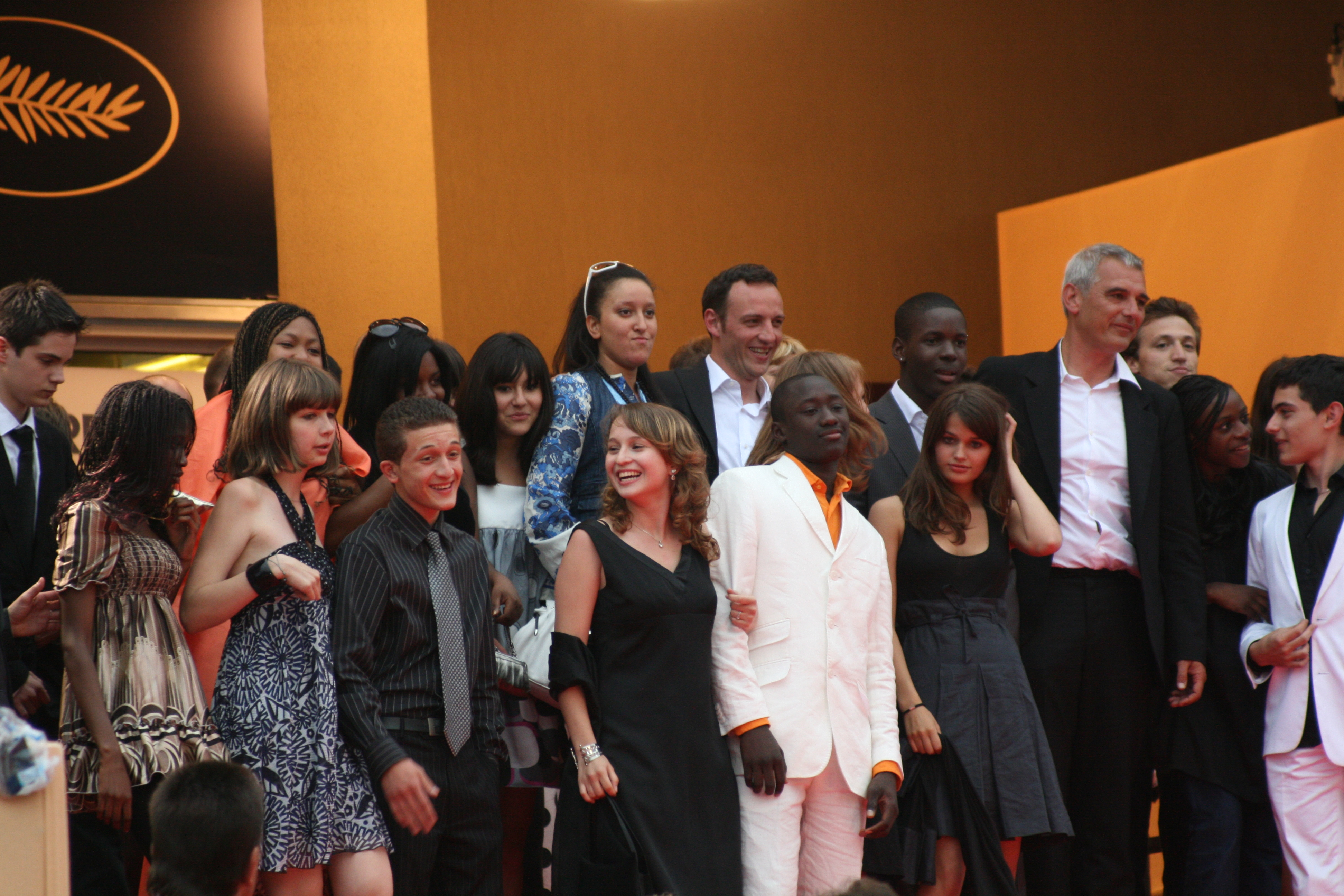
Présentation du film Entre les murs qui gagnera la Palme d'or. L'équipe du film est sur les marches, avec François Bégaudeau (au centre au second rang) et Laurent Cantet (à droite).

Les cérémonies d'ouverture et de clôture sont présentées par l'acteur, réalisateur et auteur français Édouard Baer.
Peu avant la cérémonie d'ouverture, le président du jury, Sean Penn, personnellement très engagé dans les combats politiques et l'humanitaire, déclare dans le contexte du tremblement de terre en Chine et du cyclone en Birmanie qui se sont produits les jours précédents, « qu'il faudra que le réalisateur, ou la réalisatrice, de la Palme d'or se soit révélé très conscient du monde qui l'entoure. ». Par ailleurs, Sean Penn encourage, lors de la cérémonie d'ouverture, les « distributeurs à soutenir les films qui n'auraient pas eu de prix. ».
Vendredi 16 mai 2008, a eu lieu la projection de Tyson de James Toback en présence de son personnage principal le boxeur Mike Tyson, qui s'est déclaré « bouleversé » par le documentaire et a eu du mal à voir ainsi sa vie racontée.
Le lundi 19 mai, le réalisateur Manoel de Oliveira, qui fête ses 100 ans cette année, est honoré d'une Palme d'or exceptionnelle décernée par le comité du festival pour l'ensemble de son œuvre. Il reçoit son prix des mains de Michel Piccoli, son acteur fétiche de ces dernières années, et en présence de Clint Eastwood.
La Palme d'or du Festival de Cannes 2008 a été décernée à l'unanimité du jury à Entre les murs de Laurent Cantet. Le réalisateur s'est vu remettre sa récompense par Robert De Niro. Cette Palme d'or est la première pour un film français depuis Sous le soleil de Satan de Maurice Pialat en 1987. Le Prix spécial du jury, que se sont partagé Catherine Deneuve et Clint Eastwood (non présent lors de sa remise) pour leurs carrières, a été perçu par la critique comme un lot de consolation pour les réalisateurs Arnaud Desplechin et Clint Eastwood,,, dont les films n'ont reçu aucune récompense officielle.

## Jurys

### Compétition
|  | Nom                           | Qualité                                       | Nationalité       |
|  | ----------------------------- | --------------------------------------------- | ----------------- |
|  | Sean Penn (président du jury) | acteur, réalisateur, producteur et scénariste | États-Unis        |
|  | Jeanne Balibar                | actrice                                       | France            |
|  | Rachid Bouchareb              | réalisateur                                   | France Algérie    |
|  | Sergio Castellitto            | acteur et réalisateur                         | Italie            |
|  | Alfonso Cuaron                | réalisateur                                   | Mexique           |
|  | Alexandra Maria Lara          | actrice                                       | Allemagne         |
|  | Natalie Portman               | actrice, réalisatrice et productrice          | États-Unis Israël |
|  | Marjane Satrapi               | auteur-réalisatrice                           | France Iran       |
|  | Apichatpong Weerasethakul     | réalisateur                                   | Thaïlande         |

### Caméra d'or
| Nom                | Qualité                        | Nationalité |
| ------------------ | ------------------------------ | ----------- |
| Bruno Dumont       | Réalisateur                    | France      |
| Isabelle Danel     | Critique                       | France      |
| Jean-Michel Frodon | Critique                       | France      |
| Monique Koudrine   | Fédération industrie technique | France      |
| Willy Kurant       | Directeur de la photographie   | Belgique    |
| Jean-Henri Roger   | Réalisateur                    | France      |

### Un certain regard
| Nom                            | Qualité                   | Nationalité       |
| ------------------------------ | ------------------------- | ----------------- |
| Fatih Akin (président du jury) | Réalisateur               | Allemagne Turquie |
| Anupama Chopra                 | Journaliste               | Inde              |
| Yacer Moheb                    | Critique                  | Égypte            |
| Catherine Mtsitouridze         | Journaliste               | Russie            |
| José Maria Prado               | Directeur de cinémathèque | Espagne           |

### Cinéfondation et courts métrages
| Nom                                 | Qualité               | Nationalité |
| ----------------------------------- | --------------------- | ----------- |
| Hou Hsiao-hsien (président du jury) | Réalisateur           | Taïwan      |
| Olivier Assayas                     | Réalisateur           | France      |
| Susanne Bier                        | Réalisatrice          | Danemark    |
| Marina Hands                        | Actrice               | France      |
| Laurence Kardish                    | Conservateur de musée | États-Unis  |

## Sélections
Le comité de sélection a reçu 1792 longs métrages et 2233 courts métrages de 107 pays pour n'en retenir qu'une cinquantaine.

### Sélection officielle

#### Compétition
La sélection officielle en compétition de dix-neuf des vingt-deux longs-métrages retenus pour la Palme d'or 2008 a été dévoilée par Gilles Jacob et Thierry Frémaux le 23 avril 2008,. À cette première liste ont été ajoutés trois autres films en compétition officielle le 30 avril 2008: Blindness, Entre les murs  et Two Lovers, ainsi que deux autres membres du jury (Jeanne Balibar et Marjane Satrapi).
| Date de présentation | Titre                                                     | Réalisation                          | Pays        | Distribution |
| -------------------- | --------------------------------------------------------- | ------------------------------------ | ----------- | --- |
| mercredi 14 mai      | Blindness (film d'ouverture)                              | Fernando Meirelles                   | Brésil      | Julianne Moore, Mark Ruffalo, Danny Glover, Gael Garcia Bernal, Alice Braga                                                   |
| jeudi 15 mai         | Leonera                                                   | Pablo Trapero                        | Argentine   | Martina Gusmán, Elli Medeiros, Laura García                                                                                   |
| jeudi 15 mai         | Valse avec Bachir                                         | Ari Folman                           | Israël      | (Film d'animation) |
| vendredi 16 mai      | Les Trois Singes                                          | Nuri Bilge Ceylan                    | Turquie     | Yavuz Bingöl, Gürkan Aydin, Hatice Aslan                                                                                      |
| vendredi 16 mai      | Un conte de Noël                                          | Arnaud Desplechin                    | France      | Catherine Deneuve, Jean-Paul Roussillon, Mathieu Amalric, Anne Consigny, Melvil Poupaud, Emmanuelle Devos, Chiara Mastroianni |
| samedi 17 mai        | 24 City                                                   | Jia Zhangke                          | Chine       | Jianbin Chen, Joan Chen, Lü Liping, Zhao Tao                                                                                  |
| samedi 17 mai        | Une famille brésilienne                                   | Walter Salles et Daniela Thomas      | Brésil      | Sandra Corveloni, João Baldasserini, José Geraldo Rodrigues, Vinícius de Oliveira, Kaique de Jesus Santos                     |
| dimanche 18 mai      | Gomorra                                                   | Matteo Garrone                       | Italie      | Toni Servillo, Salvatore Abruzzese, Salvatore Ruocco, Gianfelice Imparato, Maria Nazionale                                    |
| dimanche 18 mai      | Serbis                                                    | Brillante Mendoza                    | Philippines | Gina Pareño, Jaclyn Jose, Julio Diaz                                                                                          |
| lundi 19 mai         | Le Silence de Lorna                                       | Jean-Pierre Dardenne et Luc Dardenne | Belgique    | Arta Dobroshi, Jérémie Renier, Fabrizio Rongione, Alban Ukaj                                                                  |
| lundi 19 mai         | Two Lovers                                                | James Gray                           | États-Unis  | Joaquin Phoenix, Gwyneth Paltrow, Vinessa Shaw, Isabella Rossellini, Elias Koteas, Moni Moshonov                              |
| mardi 20 mai         | L'Échange                                                 | Clint Eastwood                       | États-Unis  | Angelina Jolie, John Malkovich, Michael Kelly, Colm Feore, Amy Ryan, Jeffrey Donovan                                          |
| mardi 20 mai         | Delta                                                     | Kornél Mundruczó                     | Hongrie     | Félix Lajkó, Orsolya Tóth, Lili Monori, Sándor Gáspár                                                                         |
| mercredi 21 mai      | La Femme sans tête                                        | Lucrecia Martel                      | Argentine   | María Onetto, Claudia Cantero, César Bordón                                                                                   |
| mercredi 21 mai      | Che                                                       | Steven Soderbergh                    | États-Unis  | Benicio del Toro, Demian Bichir, Santiago Cabrera, Franka Potente, Edgar Ramirez, Elvira Mínguez, Joaquim de Almeida          |
| jeudi 22 mai         | Adoration                                                 | Atom Egoyan                          | Canada      | Devon Bostick, Arsinée Khanjian, Scott Speedman, Kenneth Welsh, Rachel Blanchard, Noam Jenkins                                |
| jeudi 22 mai         | La Frontière de l'aube                                    | Philippe Garrel                      | France      | Louis Garrel, Laura Smet |
| vendredi 23 mai      | Synecdoche, New York (en compétition pour la Caméra d'or) | Charlie Kaufman                      | États-Unis  | Philip Seymour Hoffman, Catherine Keener, Michelle Williams, Samantha Morton, Emily Watson, Tom Noonan, Jennifer Jason Leigh  |
| vendredi 23 mai      | My Magic                                                  | Eric Khoo                            | Singapour   | Francis Bosco, Jathisweran, Grace Kalaiselvi                                                                                  |
| vendredi 23 mai      | Il divo                                                   | Paolo Sorrentino                     | Italie      | Toni Servillo, Anna Bonaiuto, Giulio Bosetti, Flavio Bucci                                                                    |
| samedi 24 mai        | Rendez-vous à Palerme                                     | Wim Wenders                          | Allemagne   | Campino, Giovanna Mezzogiorno, Dennis Hopper, Inga Busch                                                                      |
| samedi 24 mai        | Entre les murs                                            | Laurent Cantet                       | France      | François Bégaudeau, Boubacar Touré, Burak Ozyilmaz, Louise Grinberg, Esmeralda Ouertani, Rabah Naït Oufella                   |

#### Un certain regard
La section Un certain regard comprend vingt films :
| Date de présentation | Titre                                               | Réalisation                               | Pays                                |
| -------------------- | --------------------------------------------------- | ----------------------------------------- | ----------------------------------- |
| jeudi 15 mai         | Hunger film d'ouverture                             | Steve McQueen                             | Royaume-Uni                         |
| jeudi 15 mai         | Tokyo!                                              | Michel Gondry, Leos Carax et Bong Joon-ho | France Japon Corée du Sud Allemagne |
| vendredi 16 mai      | Le Sel de la mer                                    | Annemarie Jacir                           | Palestine France Belgique Suisse    |
| vendredi 16 mai      | Soi Cowboy                                          | Thomas Clay                               | Thaïlande Royaume-Uni               |
| vendredi 16 mai      | Tyson                                               | James Toback                              | États-Unis                          |
| samedi 17 mai        | Je veux voir                                        | Joana Hadjithomas et Khalil Joreige       | Liban France                        |
| samedi 17 mai        | Tokyo Sonata                                        | Kiyoshi Kurosawa                          | Japon                               |
| samedi 17 mai        | Septième Ciel                                       | Andreas Dresen                            | Allemagne                           |
| dimanche 18 mai      | Afterschool                                         | Antonio Campos                            | États-Unis                          |
| dimanche 18 mai      | La Vie moderne                                      | Raymond Depardon                          | France                              |
| lundi 19 mai         | Happy Sweden                                        | Ruben Östlund                             | Suède                               |
| lundi 19 mai         | Versailles                                          | Pierre Schoeller                          | France                              |
| mardi 20 mai         | Johnny Mad Dog                                      | Jean-Stéphane Sauvaire                    | France Belgique Liberia             |
| mardi 20 mai         | Los Bastardos                                       | Amat Escalante                            | Mexique France États-Unis           |
| mercredi 21 mai      | La Fête de la fille morte (A festa de menina morta) | Matheus Nachtergaele                      | Brésil Portugal                     |
| mercredi 21 mai      | La Nouvelle vie de Monsieur Horten                  | Bent Hamer                                | Norvège Allemagne France            |
| jeudi 22 mai         | Wendy et Lucy                                       | Kelly Reichardt                           | États-Unis                          |
| jeudi 22 mai         | Ocean Flame                                         | Fendou Liu                                | Chine                               |
| vendredi 23 mai      | Parking                                             | Chung Mong-hong                           | Taïwan                              |
| vendredi 23 mai      | Tulpan                                              | Sergueï Dvortsevoy                        | Russie                              |

#### Hors compétition
Les films suivants sont présentés hors compétition.
| Date de présentation | Titre                                           | Réalisation                    | Pays                    |
| -------------------- | ----------------------------------------------- | ------------------------------ | ----------------------- |
|                      | C'est dur d'être aimé par des cons              | Daniel Leconte                 | France                  |
|                      | Chelsea on the Rocks                            | Abel Ferrara                   | États-Unis              |
|                      | Indiana Jones et le Royaume du crâne de cristal | Steven Spielberg               | États-Unis              |
|                      | Kung Fu Panda                                   | Marc Osborne et John Stevenson | États-Unis              |
|                      | Les Cendres du temps                            | Wong Kar-wai                   | Hong Kong               |
|                      | Maradona                                        | Emir Kusturica                 | Serbie                  |
|                      | Of Time and the City                            | Terence Davies                 | Royaume-Uni             |
|                      | Roman Polanski: Wanted and Desired              | Marina Zenovich                | États-Unis- Royaume-Uni |
|                      | Une histoire italienne (Sangue Pazzo)           | Marco Tullio Giordana          | Italie- France          |
|                      | Surveillance                                    | Jennifer Chambers Lynch        | États-Unis              |
|                      | The Chaser                                      | Na Hong-jin                    | Corée du Sud            |
|                      | Le Bon, la Brute et le Cinglé                   | Kim Jee-woon                   | Corée du Sud            |
|                      | Vicky Cristina Barcelona                        | Woody Allen                    | États-Unis              |
|                      | Panique à Hollywood (film de clôture)           | Barry Levinson                 | États-Unis              |

#### Courts métrages
| Date de présentation | Titre             | Réalisation     | Pays      |
| -------------------- | ----------------- | --------------- | --------- |
|                      | 411-Z             | Daniel Erdélyi  | Hongrie   |
|                      | Buen viaje        | Javier Palleiro |           |
|                      | De moins en moins | Mélanie Laurent | France    |
|                      | El Deseo          | Marie Benito    |           |
|                      | Jerrycan          | Julius Avery    | Australie |
|                      | Megatron          | Marian Crisan   |           |
|                      | My Rabbit Hoppy   | Anthony Lucas   |           |
|                      | Smafuglar         | Rúnar Rúnarsson | Islande   |

#### Cannes Classics
La sélection Cannes Classics présente cinq films de la sélection du festival de Cannes 1968 qui n'ont pas été projetés à cause de l'annulation du festival en lien avec les événements de Mai 68 : Peppermint frappé, Anna Karénine de Alexandre Zarkhi, Vingt-quatre heures de la vie d'une femme de Dominique Delouche, Un jour parmi tant d'autres de Peter Collinson, et Treize jours en France de Claude Lelouch et François Reichenbach qui ne faisait pas partie de la sélection officielle.

#### Cinéma de la Plage
| Titre                          | Réalisation             | Pays                  | Année |
| ------------------------------ | ----------------------- | --------------------- | ----- |
| Bonnie and Clyde               | Arthur Penn             | États-Unis            | 1967  |
| Capitaine Blood                | Michael Curtiz          | États-Unis            | 1935  |
| Opération Dragon               | Robert Clouse           | États-Unis, Hong Kong | 1973  |
| Looney Tunes                   | Tex Avery et al.        | États-Unis            | 1923  |
| Je suis un évadé               | Mervyn LeRoy            | États-Unis            | 1932  |
| On s'fait la valise, Docteur ? | Peter Bogdanovich       | États-Unis            | 1972  |
| Le shérif est en prison        | Mel Brooks              | États-Unis            | 1974  |
| L'Inspecteur Harry             | Don Siegel              | États-Unis            | 1971  |
| Qu'est-il arrivé à Baby Jane ? | Robert Aldrich          | États-Unis            | 1962  |
| Matrix                         | Larry et Andy Wachowski | États-Unis            | 1999  |

### Quinzaine des réalisateurs
Les films suivants sont présentés à la Quinzaine des réalisateurs :
| Titre                                              | Réalisation                          | Pays                              |
| -------------------------------------------------- | ------------------------------------ | --------------------------------- |
| Acné                                               | Federico Veiroj                      | Uruguay Argentine Espagne Mexique |
| Ce cher mois d'août (Aquele querido mês de agosto) | Miguel Gomes                         | Portugal France                   |
| Boogie                                             | Radu Muntean                         | Roumanie                          |
| Les Bureaux de Dieu                                | Claire Simon                         | France                            |
| El Cant dels ocells                                | Albert Serra                         | Espagne                           |
| Quatre nuits avec Anna (Cztery noce z Anna)        | Jerzy Skolimowski                    | France Pologne                    |
| De la guerre                                       | Bertrand Bonello                     | France                            |
| Dernier maquis                                     | Rabah Ameur-Zaïmeche                 | France Algérie                    |
| Eldorado                                           | Bouli Lanners                        | France Belgique                   |
| Élève libre                                        | Joachim Lafosse                      | France Belgique                   |
| Liverpool                                          | Lisandro Alonso                      | Argentine Espagne Pays-Bas        |
| Monsieur Morimoto                                  | Nicola Sornaga                       | France                            |
| Portrait de femmes chinoises                       | Yin Lichuan                          | Chine                             |
| Now Showing                                        | Raya Martin                          | France Philippines                |
| The Pleasure of Being Robbed                       | Josh Safdie                          | États-Unis                        |
| Il Resto della notte                               | Francesco Munzi                      | Italie                            |
| Salamandra                                         | Pablo Agüero                         | Argentine France Allemagne        |
| Choultes                                           | Bakur Bakuradze                      | Russie                            |
| Slepe lasky                                        | Juraj Lehotsky                       | Slovaquie                         |
| Taraneh Tanhayie Tehran                            | Saman Salour                         | Iran                              |
| Tony Manero                                        | Pablo Larraín                        | Chili Brésil                      |
| Le Voyage aux Pyrénées                             | Jean-Marie Larrieu et Arnaud Larrieu | France                            |

### Semaine de la critique

#### Compétition

##### Longs métrages
- Better Things de Duane Hopkins (Royaume-Uni)
- L'Etranger en moi (Das Fremde in Mir) d'Emily Atef (Allemagne)
- Les Grandes personnes d'Anna Novion (France/Suède)
- Ils mourront tous sauf moi (Vse umrut a ja ostanus) de Valeriya Gaïa Germanika (Russie)
- Moscow, Belgium de Christophe Van Rompaey (Belgique)
- Premières neiges (Snijeg) de Aida Begic (Bosnie-Herzégovine/Allemagne/France/Iran)
- La Sangre brota de Pablo Fendrik (Argentine/France/Allemagne)

##### Courts métrages
- L’Attente (A espera) de Fernanda Teixeira (Brésil)
- Ahendu nde sapukai de Pablo Lamar (Argentine/Paraguay)
- La Copie de Coralie de Nicolas Engel (France)
- Ergo de Géza M. Tóth (Hongrie)
- Next Floor de Denis Villeneuve (Canada)
- Nosebleed de Jeff Vespa (Etats-Unis)
- Skhizein de Jérémy Clapin (France)

#### Hors Compétition

##### Longs métrages
- Les 7 jours (Shiva) de Ronit et Shlomi Elkabetz (Israël/France) (film d'ouverture)
- Home d'Ursula Meier (France/Suisse/Belgique) (séance spéciale)
- Rumba de Dominique Abel, Fiona Gordon et Bruno Romy (Belgique/France) (séances spéciale)
- Desierto adentro de Rodrigo Pla (Mexique) (film de clôture)

##### Courts métrages
- Areia de Caetano Gotardo (Brésil) (séance d'ouverture)
- La Résidence de Ylang Ylang de Hachimiya Ahamada (France/Comores) (séance spéciale)
- L'Ondée de David Coquard-Dassault (France/Canada) (séance spéciale)
- Graffiti de Vano Burduli (Géorgie) (séance Prix de la critique)
- Taxi Wala de Lola Frederich (France) (séance Prix de la critique)
- Les Filles de feu de Jean-Sébastien Chauvin (France) (séance moyen métrage)
- Les Paradis perdus de Hélier Cisterne (France) (séance moyen métrage)
- Young Man Falling (Ung mand falder) de Martin de Thurah (Danemark) (séance moyen métrage)
- A Relationship in Four Days de Glanz Peter (Etats-Unis) (séance moyen métrage)
- Beyond the Mexique Bay de Jean-Marc Rousseau Ruiz (Mexique) (séance de clôture)

### ACID
- Chrigu : Chronique d'une vie éclairée de Christian Ziörjen et Jan Gassmann -  Suisse
- Léger tremblement du paysage de Philippe Fernandez
- Je suis Titov Veles de Téona Mitevska
- Mange, ceci est mon corps de Michelange Quay
- Kommunalka de Françoise Huguier
- Gugara d'Andrzej Dybczak et Jacek Naglowski
- 10+4 de Mania Akbari
- Trans# de Jin Ly
- No London Today de Delphine Deloget -  France
- Le Loup blanc de Pierre-Luc Granjon (court-métrage)
- Bientôt j'arrête de Léa Fazer (court-métrage)
- Welcome to White Chapel District de Marie Vieillevie (court-métrage)
- Eût-elle été criminelle... de Jean-Gabriel Périot (court-métrage)
- Skhizein de Jérémy Clapin(court-métrage)
- L'Amertume du chocolat de Lucile Chaufour(court-métrage)
- Kamel s'est suicidé six fois, son père est mort de Soufiane Adel (court-métrage)

### Séances spéciales

#### Longs métrages
- Les 7 jours (Shiva) de Ronit et Shlomi Elkabetz (Israël) (film d'ouverture)
- Desierto adentro de Rodrigo Pla (Mexique) (film de clôture)
- Home d'Ursula Meier (France/Suisse/Belgique)
- Rumba de Dominique Abel, Fiona Gordon et Bruno Romy (Belgique/France)

#### Courts métrages
- Areia de Caetano Gotardo (Brésil)
- Beyond the Mexique Bay de Jean-Marc Rousseau Ruiz (France/Mexique)
- La Résidence Ylang Ylang de Hachimiya Ahamada (France/Comores)
- L'Ondée de David Coquard-Dassault (France-Canada)

##### Prix de la critique des courts métrages
- Graffiti de Vano Burduli (Géorgie)
- Taxi Wala de Lola Frederich (France)

##### Prix de la critique des moyens métrages
- Les Filles de feu de Jean-Sébastien Chauvin (France)
- Les Paradis perdus d'Hélier Cisterne (France-Canada)
- Young Man Falling (Ung Mand Falder) de Martin de Turah (Danemark)
- A Relationship in Four Days de Glanz Peter (Etats-Unis)

## Palmarès

### Palmarès officiel

#### Compétition
| Prix                                            | Attribué à                                                                       | Pays               |
| ----------------------------------------------- | -------------------------------------------------------------------------------- | ------------------ |
| Palme d'or (à l'unanimité)                      | Entre les murs de Laurent Cantet                                                 | France             |
| Grand Prix du Jury                              | Gomorra de Matteo Garrone                                                        | Italie             |
| Prix spécial du 61e festival                    | Catherine Deneuve et Clint Eastwood pour l'ensemble de leurs carrières           | France/ États-Unis |
| Prix d'interprétation masculine (à l'unanimité) | Benicio del Toro pour Che de Steven Soderbergh                                   | États-Unis         |
| Prix d'interprétation féminine                  | Sandra Corveloni pour Une famille brésilienne de Walter Salles et Daniela Thomas | Brésil             |
| Prix de la mise en scène                        | Les Trois Singes de Nuri Bilge Ceylan                                            | Turquie            |
| Prix du scénario                                | Le Silence de Lorna de Jean-Pierre Dardenne et Luc Dardenne                      | Belgique           |
| Prix du jury                                    | Il divo de Paolo Sorrentino                                                      | Italie             |

#### Caméra d'or
| Prix             | Attribué à                                          | Pays        |
| ---------------- | --------------------------------------------------- | ----------- |
| Caméra d'or      | Hunger de Steve McQueen                             | Royaume-Uni |
| Mention spéciale | Ils mourront tous sauf moi de Valeria Gaï Germanica | Russie      |

#### Un certain regard
| Prix                        | Attribué à                               | Pays       |
| --------------------------- | ---------------------------------------- | ---------- |
| Prix Un certain regard      | Tulpan de Sergueï Dvortsevoy             | Kazakhstan |
| Prix du jury                | Tokyo Sonata de Kurosawa Kiyoshi         | Japon      |
| Coup de cœur du jury        | Septième Ciel d'Andreas Dresen           | Allemagne  |
| Prix de l'espoir            | Johnny Mad Dog de Jean-Stéphane Sauvaire | France     |
| Prix «KO du certain regard» | Tyson de James Toback                    | États-Unis |

#### Cinéfondation
| Prix             | Attribué à                                                | Pays                   |
| ---------------- | --------------------------------------------------------- | ---------------------- |
| 1er Prix         | Himnon de Elad Keidan                                     | Kazakhstan             |
| 2e Prix          | Forbach de Claire Burger                                  | France                 |
| 3e Prix ex aqueo | Stop de Park Jae-ok et Kestomerkitsijät de Juho Kuosmanen | Corée du Sud/ Finlande |

#### Courts métrages
| Prix                           | Attribué à                | Pays      |
| ------------------------------ | ------------------------- | --------- |
| Palme d'or du court-métrage    | Megatron de Marian Crisan | Roumanie  |
| Mention spéciale court-métrage | Jerrycan de Julius Avery  | Australie |

### Prix FIPRESCI
Le prix FIPRESCI du Festival de Cannes est remis à 3 films.
| Attribué à                                             | Pays     |
| ------------------------------------------------------ | -------- |
| Delta de Kornél Mundruczó (Compétition officielle)     | Hongrie  |
| Hunger de Steve McQueen (Un Certain Regard)            | Irlande  |
| Eldorado de Bouli Lanners (Quinzaine des Réalisateurs) | Belgique |

### Prix du jury œcuménique
| Attribué à              | Pays   |
| ----------------------- | ------ |
| Adoration d'Atom Egoyan | Canada |

### Prix de l'Éducation nationale
| Attribué à                   | Pays       |
| ---------------------------- | ---------- |
| Tulpan de Sergueï Dvortsevoy | Kazakhstan |

### Semaine de la critique
| Prix       | Attribué à        | Pays               |
| ---------- | ----------------- | ------------------ |
| Grand Prix | Snow d'Aida Begic | Bosnie-Herzégovine |